# Unió de València
La Unió de València era, com la Unió d'Aragó, un moviment principalment senyorial que es va constituir a València el maig de l'any 1347 en el regnat de Pere el Cerimoniós. L'estructura de la Unió de València es componia d'una assemblea general que escollia uns delegats anomenats conservadors. En la Crònica de Pere el Cerimoniós, s'explica com el rei, assabentat de la formació de la Unió d'Aragó i de la Unió de València, es dirigí a Catalunya per evitar que allí se'n formés una altra. La Unió de València intentà, sense èxit, que el Regne de Mallorca s'hi unís.

## Antecedents a la guerra
La Unió de València es revoltà contra el rei adduint que el poble se sentia molt ofès, ja que la nova reina no s'havia aturat a València, en el trajecte de Portugal a Barcelona, per tal de casar-se amb el rei. Però, en realitat, el malestar venia de lluny i estava motivat per la no-acceptació per part dels partidaris de la Unió del nomenament com a successora del rei de la seva filla, la infanta Constança d'Aragó, i la destitució de l'infant Jaume I d'Urgell, germà del rei i presumpte hereu, del càrrec de procurador general.
Els unionistes, des de nobles a procuradors, es reuniren per tal de tractar dels greuges que el rei els feia. De les viles convocades pel governador de València, només Xàtiva i Borriana s'alinearen al costat del rei (i Xàtiva quedà recompensada amb el títol de ciutat), en tant que Morvedre i Morella es declaraven neutrals. Entre els nobles, alguns s'inclinaren pel rei, i nombrosos cavallers.

## Reivindicacions de la Unió de València
La Unió de València tenia com a principals reclamacions disposar d'una magistratura del justícia, com a Aragó, que les corts valencianes es reuniren cada any per elegir-ne els conservadors i l'assistència dels valencians a les corts aragoneses i la dels aragonesos a les corts valencianes per a defensar els interessos de la Unió.

## Guerra
La notícia de la mort de l'infant Jaume pel novembre del 1347 provocà una revolta amb el saqueig de les cases dels nobles i ciutadans que no s'havien adherit als unionistes, a més de diversos assassinats. El successor com a representant dels unionistes de l'infant Jaume va ser l'infant Ferran, el qual es trobava a Castella i, en fracassar les negociacions amb el rei Pere, portà tropes castellanes a València encapçalades per ell mateix.
El rei va ser derrotat en la batalla de La Pobla Llarga i la batalla de Bétera el 1347 i quedà obligat a partir cap a València, on el 6 d'abril del 1348 hi hagué un cèlebre avalot, en què la població, amb ajut dels unionistes, expulsaren el seguici del rei i van portar el rei i la reina a la ciutat de València. Quan un dels servents del rei recriminà, en una festa en honor del monarca, que s'hagués format la Unió de València en contra de Pere el Cerimoniós, el poble aïrat entrà al palau per actuar contra els consellers reials i, fins i tot, el rei hagué de sortir de la seva cambra i enfrontar-se a l'avalot.
Presoner, de fet, dels unionistes, el rei va haver de concedir les principals reivindicacions de la Unió, reconeixent-la, concedir un justícia com el d'Aragó i nomenà procurador general i successor seu el cap dels unionistes, l'infant Ferran.
En declarar-se la pesta negra, el rei aconseguí marxar i organitzar les seves tropes a Terol. L'any 1348, a la batalla d'Épila (contra la Unió d'Aragó), li va seguir la batalla de Mislata, les dues favorables al rei, i entrà a València el 10 de desembre. El rei castigà amb més duresa els partidaris de la Unió de València que els de la Unió d'Aragó; fins i tot, en la seva crònica, el rei diu que havia pensat a cremar i sembrar de sal la ciutat de València. Al final, però, a més d'algunes execucions i de perdonar alguns nobles, el rei confirmà, modificà i revocà, al seu albir, els privilegis de la ciutat.